# نوده (نمین)
نوده یک روستا در ایران است که در دهستان ویلکیج شمالی واقع شده‌است. نوده ۶۳ نفر جمعیت دارد.